# Stendal
Stendal è una città della Sassonia-Anhalt, in Germania.
È il capoluogo, e il centro maggiore, del circondario di Stendal e della comunità amministrativa (Verwaltungsgemeinschaft) di Stendal-Uchetal.
Stendal si fregia del titolo di "città anseatica" (Hansestadt).

## Geografia antropica

### Suddivisioni amministrative
Dal 1º gennaio 2010 sono stati accorpati alla città di Stendal i seguenti ex-comuni:
- Buchholz
- Dahlen
- Groß Schwechten
- Heeren
- Insel
- Möringen
- Nahrstedt
- Staats
- Uchtspringe
- Uenglingen
- Vinzelberg
- Volgfelde
- Wittenmoor

## Amministrazione

### Gemellaggi
Stendal è gemellata con:
- Lemgo, dal 1988
- Grenoble
- Puławy
- Svitavy